# Kirke Hørup
Kirke Hørup er en by på Als med 257 indbyggere  (2024), beliggende 5 km sydøst for Augustenborg og 8 km øst for Sønderborg. Byen hører til Sønderborg Kommune og ligger i Region Syddanmark.
Kirke Hørup hører til Hørup Sogn. Hørup Kirke ligger i byen.

## Faciliteter
Hørup Centralskole, der er opført i 1965, har 574 elever, fordelt på 0.-9. klassetrin. Ved siden af skolen ligger Hørup Hallerne, som også benyttes af Hørup Ungdoms- og Idrætsforening (HUI). Indendørs tilbyder den håndbold, fodbold, gymnastik, bordtennis og badminton. Udendørs tilbyder den tennis og cykling.

## Historie
Kirke Hørup var en lille landsby ved den højtliggende kirke godt 1 km nord for landsbyen Hørup, hvor der var kro, og 2 km nord for fiskerlejet Høruphav, hvor der var fabrik, badehotel og færge til halvøen Kegnæs. Hørup er nu en del af byen Høruphav, og
Kirke Hørup er også lige ved at vokse sammen med den.

### Amtsbanerne på Als
Amtsbanerne på Als eksisterede 1898-1933. Kirke Hørup fik trinbræt med sidespor (tysk: Haltestelle) på amtsbanestrækningen Sønderborg-Skovby. Pga. terrænet blev banen lagt ved kirkelandsbyen, selvom kroen lå i Hørup. Så en ny kro blev opført som stationsbygning i Kirke Hørup.
Da den smalsporede amtsbane i 1933 blev erstattet af den normalsporede statsbane Mommarkbanen, brugte DSB også kroen som stationsbygning. I Mommarkbanens tid havde Kirke Hørup fået mejeri, bageri og telefoncentral. Stationen blev nedrykket til trinbræt i 1961, og i 1962 blev Mommarkbanen nedlagt.
Stationskroen fungerer endnu på Kirke Hørupvej 10 med mødelokaler og plads til selskaber op til 90 personer.